# Prunus argentea
Prunus argentea là loài thực vật có hoa trong họ Hoa hồng. Loài này được (Lam.) Rehder miêu tả khoa học đầu tiên năm 1922.